# Brita Koivunen

Brita Koivunen-Einiö, 1956

Brita Koivunen-Einiö (* 31. August 1931 in Helsinki; † 12. April 2014 ebenda) war eine finnische Jazz- und Schlagersängerin.

## Leben und Wirken
Zu ihren bekanntesten Liedern gehören das ins Finnische übertragene Stück Suklaasydän (1955) – im Original Mama’s Pearls, eine bis dahin wenig beachtete B-Seite der US-amerikanischen Sängerin Margaret Whiting. Das Lied wurde in Finnland mit einer Goldenen Schallplatte geehrt. Weiterhin gehören dazu die Hits Sävel rakkauden (1957) und Mamma, tuo mies minua tuijottaa (1958). Im deutschsprachigen Raum dürfte Rautalankatango (1964) ihr bekanntester Song sein, der 1999 auf der Kompilation Finnischer Tango – Tule Tanssimaan beim Label Trikont erschien.
Koivunens Karriere begann 1954 in Helsinki. Ihr erstes Lied, Naisen–miehen, nahm sie zusammen mit Tor Börje Lampenius auf, trat damit in einem Schlager-Programm auf und kam so mit einem Orchester in Kontakt. Koivunen zeigte sich im Laufe ihrer Karriere als tüchtige All-round-Interpretin, nahm unter anderem während der 1960er Jahre Kinderlieder auf und veröffentlichte 1985 eine Platte mit Jazz-Standards. Ihre Lieblingsinterpreten im Jazz sind eigener Aussage zufolge Peggy Lee, Anita O’Day und Mel Tormé.
Ende der 1990er Jahre bildete sie gemeinsam mit Pirkko Mannola und Vieno Kekkonen ein Sängerinnentrio, das Lieder aus den 1950er Jahren interpretierte. 2005 übernahm jedoch Marjatte Leppänen Koivunens Platz.
Koivunen heiratete 1955 den Musiker und Schauspieler Paavo Einiö, mit dem sie bis zu dessen Tod im Jahr 2006 zusammenlebte. Im Alter von 82 Jahren erlag sie einem Darmkrebsleiden.